# Hubert Hurkacz
Hubert "Hubi" Hurkacz (pronúncia em polonês:  [ˈxubɛrt ˈxurkatʂ

]; nasceu em 11 de fevereiro de 1997)  é um jogador de tênis profissional polonês. Sua classificação mais alta no ranking mundial de simples foi a de número 6 (alcançada em 5 de agosto de 2024), e em duplas foi o de número 30 (alcançada em 13 de junho de 2022)  ; ele é o atual tenista número 1 da Polônia. Hurkacz é o primeiro jogador polonês a ganhar um título de simples ATP Masters 1000, o que ele conquistou no Miami Open de 2021.
Na categoria de juniores, Hurkacz chegou à final de duplas masculinas do Aberto da Austrália de 2015 . Em 2018, ele se classificou para a Next Gen ATP Finals realizada em Milão. Neste torneio, ele venceu Jaume Munar e perdeu para Frances Tiafoe e Stefanos Tsitsipas. Em 2019, ele conquistou seu primeiro título ATP em Winston-Salem ao derrotar Benoît Paire na final.
Seu melhor resultado em um Grand Slam foi chegar à fase de semifinais, feito que ele alcançou em Wimbledon em 2021, após vencer o número 2 do mundo, Daniil Medvedev, e o número 8 do mundo, Roger Federer, na quarta rodada e nas quartas de final, respectivamente.

## Juventude e histórico
A família de Hurkacz tem uma formação atlética. Sua mãe, Zofia Maliszewska-Hurkacz, foi campeã júnior de tênis na Polônia. Seus dois tios também foram jogadores de tênis e seu avô foi jogador de vôlei de nível internacional. Quando questionado se a história de sua família o moldou para ser o atleta que é hoje, Hurkacz respondeu: “Os genes [esportivos], a motivação na família, o amor pelo esporte. Acho que eles me ajudaram muito. ” 
Hurkacz começou a jogar tênis aos cinco anos de idade, depois de sua mãe o introduzir no esporte enquanto ela praticava. Sua mãe e seu pai, Krzysztof, foram seus primeiros professores. Hurkacz se matriculou em aulas e começou a jogar de forma mais consistente. Ele se interessou pelo tênis profissional assistindo o tenista Roger Federer na televisão. Ele afirmou que, se o tênis não fosse seu futuro, provavelmente teria escolhido o basquete, oautomobilismo ou continuaria seus estudos. Em 2014, Hurkacz pertenceu ao grupo dos jovens tenistas poloneses mais talentosos, incluindo Kamil Majchrzak e Jan Zielinski .
Hurkacz tem uma irmã, Nika, dez anos mais nova. Ela também joga tênis e espera se tornar uma profissional.

### 2018: Grand Slam e Next Gen ATP Finals

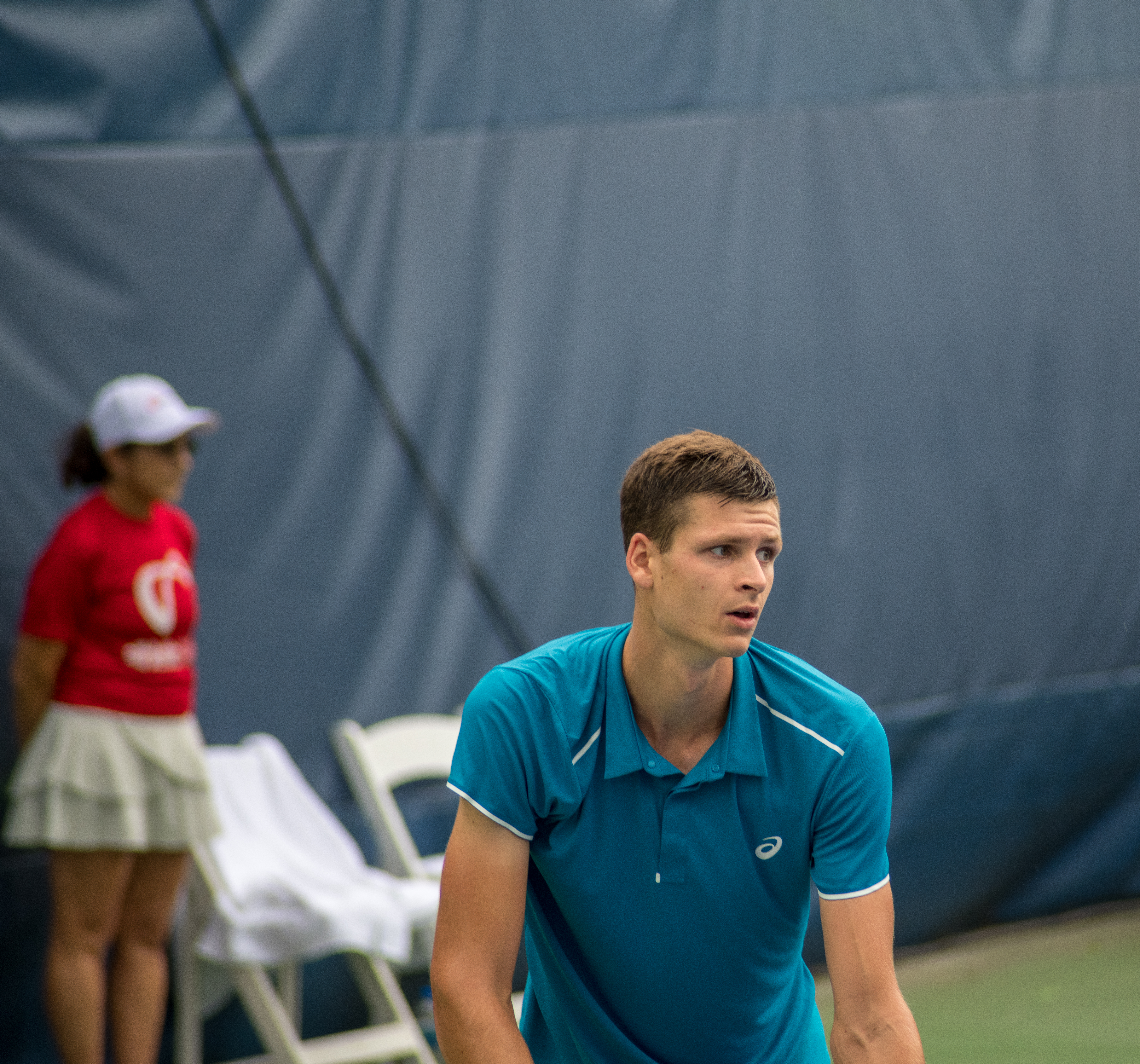
Hurkacz jogando no Washington Open 2018

Hurkacz jogou na chave principal do Aberto da França 2018 e derrotou Tennys Sandgren na primeira rodada. Esta foi sua primeira vitória em um Grand Slam e também em jogos de chave principal de torneios ATP. . Perdeu na segunda rodada para o tenista Marin Čilić, terceiro cabeça-de-chave, em quatro sets.
Em agosto, Hurkacz fez sua estreia no Aberto dos Estados Unidos. Ele começou no campeonato de qualificação e alcançou seu terceiro Grand Slam consecutivo como um qualifier, após vencer John-Patrick Smith, Egor Gerasimov e Pedro Martinez Portero (todos em sets diretos) para chegar à primeira rodada do US Open. Nesta, ele enfrentou Stefano Travaglia que, como tantos outros, foi vítima do calor extremo e se desistiu da partida. Na segunda rodada, Hurkacz perdeu para o campeão do US Open de 2014, Marin Čilić, na segunda partida entre eles.
Em novembro, Hurkacz disputou o torneio Next Gen ATP Finals, realizado em Milão, onde venceu Jaume Munar e perdeu para Frances Tiafoe e Stefanos Tsitsipas . No final da temporada, Hurkacz recebeu uma indicação para o Prêmio ATP de Revelação do Ano.

### 2019: Primeiro título ATP
Hurkacz começou sua temporada no Maharashtra Open 2019, em Pune, Índia . Ele seguiu para o Canberra Challenger, onde conquistou o título após derrotar Ilya Ivashka na final. Depois disso, Hurkacz fez sua estreia no Aberto da Austrália. Lá, ele enfrentou um dos melhores sacadores do Tour, Ivo Karlović, na primeira rodada em Melbourne Park. Depois de vencer o primeiro set, Hurkacz perdeu a partida em quatro sets, todos com tiebreak. No Dubai Tennis Championships 2019, ele derrotou Corentin Moutet na primeira rodada e depois venceu o jogador de ranking mais alto do torneio, Kei Nishikori, feito que marcou sua primeira vitória contra um tenista do top 10. Hurkacz perdeu nas quartas de final em três sets para o eventual vice-campeão do torneio, Stefanos Tsitsipas.
Em março, Hurkacz jogou no BNP Paribas Open 2019, onde chegou pela primeira vez às quartas de final de um torneio ATP Masters 1000. A caminho das quartas de final, ele derrotou novamente o tenista Kei Nishikori, na terceira rodada, e Denis Shapovalov, na quarta rodada. Ele perdeu para Roger Federer nas quartas de final. Após Indian Wells, Hurkacz alcançou o ranking de número 54 mundial entre tenistas solo masculino. Ele seguiu para o Miami Open 2019, onde derrotou Matteo Berrettini no primeiro turno. Na segunda rodada, Hurkacz venceu em dois sets o campeão do BNP Paribas Open 2019, Dominic Thiem,  e, depois, perdeu para Félix Auger-Aliassime na terceira rodada.
No Mutua Madrid Open 2019, Hurkacz derrotou Alex de Minaur e Lucas Pouille . Ele perdeu para Alexander Zverev na terceira rodada após ter vencido o primeiro set. Ele seguiu para o Aberto da França, onde perdeu para o número 1 do mundo, Novak Djokovic, na primeira rodada.
Após o Aberto da França, Hurkacz conseguiu uma vitória de virada na primeira rodada do Eastbourne International 2019, derrotando o cabeça-de-chave número 7, Marco Cecchinato, em pouco mais de uma hora de partida. Ele então derrotou Steve Johnson na segunda rodada. Nas quartas de final, Hurkacz perdeu, em uma partida apertada, para o eventual campeão do torneio, Taylor Fritz .
Em Wimbledon, Hurkacz chegou, pela primeira vez em sua carreira, à terceira rodada de um Grand Slam. Ele derrotou Dušan Lajović e Leonardo Mayer para chegar à terceira rodada contra o número 1 do mundo, Novak Djokovic. Por dois sets, Hurkacz deu trabalho para Djokovic, jogando seu máximo, até sucumbir ao número 1 em quatro sets. Na Rogers Cup 2019, Hurkacz derrotou Taylor Fritz e Stefanos Tsitsipas antes de perder na terceira rodada para o tenista francês Gaël Monfils. Duas semanas depois, Hurkacz derrotou Benoît Paire para ganhar seu primeiro título ATP em Winston-Salem . Já em outubro, Hubert Hurkacz venceu Gael Monfils em dois sets na segunda rodada do Masters de Xangai (tênis). Na terceira rodada, ele perdeu para o grego Stefanos Tsitsipas.

### 2020: Primeiro título de duplas do Masters e estreia no top 30
Na Copa ATP de 2020, Hurkacz derrotou um trio de adversários de alto escalão: Dominic Thiem, Diego Schwartzman e Borna Coric . O sexto cabeça-de-chave no ATP Auckland Open, Hurkacz continuou de onde tinha parado na Copa ATP, vencendo os tenistas Lorenzo Sonego, Mikael Ymer e Feliciano López e avançando para as semifinais do torneio. Como cabeça-de-chave número 31 no Aberto da Austrália de 2020, Hurkacz alcançou à segunda rodada, derrotando Dennis Novak antes de perder para John Millman em três sets. Com esta sequência de sucesso, ele alcançou o top 30, atingindo o ranking de número 28 em 3 de fevereiro de 2020.
No Rotterdam Open, Hurkacz perdeu na primeira rodada para Stefanos Tsitsipas, numa partida de três sets. Ele permaneceu no torneio na disputa de duplas ao lado de Félix Auger-Aliassime. Para chegar às quartas-de-final, eles derrotaram Nikola Mektić e Wesley Koolhof, cabeças-de-chave número 3 do torneio. No 2020 Dubai Tennis Championships, Hurkacz perdeu para Alexander Bublik na primeira rodada.
Com a paralisação dos torneios em março de 2021 devido à pandemia de COVID-19, Hurkacz retomou o treinamento com seu treinador Craig Boynton na Saddlebrook Academies na Flórida, Estados Unidos .
Em maio, Hurkacz jogou no UTR Pro Match Series apresentado pelo Tennis Channel, um torneio round-robin (sistema de todos contra todos) de dois dias em West Palm Beach, Flórida. Quatro jogadores do top 60 da ATP, incluindo Hubert Hurkacz, Miomir Kecmanovic, Reilly Opelka e Tommy Paul competiram na edição inaugural desta competição, em 8 e 9 de maio de 2020.
Em agosto, Hurkacz viajou para a Nova York para o Western & Southern Open. Na primeira rodada ele perdeu para o americano John Isner. Ele então seguiu para o 2020 US Open (tênis), onde derrotou Peter Gojowczyk na primeira rodada. Ele perdeu na rodada seguinte para Alejandro Davidovich Fokina. Quinto cabeça-de-chave Open de Kitzbühel, na Áustria, Hurkacz derrotou o português João Sousa na primeira rodada. No Aberto da Itália de 2020, derrotou Andrey Rublev, tenista que chegara às quartas-de-final do Aberto dos EUA naquele ano, antes de perder para o oitavo cabeça-de-chave, o argentino Diego Schwartzman, na terceira rodada.
Hurkacz seguiu então para o Aberto da França de 2020, onde foi o cabeça-de-chave número 29. Ele perdeu na primeira rodada, em uma partida de cinco sets, para Tennys Sandgren.
Nas duplas, Hubert Hurkacz e Felix Auger-Aliassime encerraram a seqüência de seis vitórias consecutivas da dupla Lukasz Kubot e Marcelo Melo para chegar à primeira final deles no torneio Rolex Paris Masters de 2020. Eles derrotaram os campeões do US Open, Mate Pavic e Bruno Soares, na final.

### 2021: Primeiro título de simples do Masters, primeira semifinal de Grand Slam e estreia no top 15
Hurkacz começou sua temporada no 2021 Delray Beach Open, onde foi o cabeça-de-chave número 4. Ele avançou para sua segunda final de ATP Tour, sem perder nenhum set. Na final, ele derrotou Sebastian Korda para ganhar seu segundo título ATP. Em seguida, Hurkacz jogou no 2021 Great Ocean Road Open em Melbourne, Austrália, onde chegou às quartas-de-final tanto em simples quanto em duplas. Chegou ao Aberto da Austrália de 2021 como a cabeça-de-chave número 26, ele perdeu para Mikael Ymer na primeira rodada.
No Aberto de Rotterdam, Hurkacz acertou 17 aces para derrotar Adrian Mannarino em dois sets. Na segunda rodada, ele perdeu para Stefanos Tsitsipas, segundo cabeça-de-chave, em três sets. Hurkacz seguiu para o Campeonato de Dubai de Tênis, onde derrotou o francês Richard Gasquet antes de perder para o terceiro cabeça-de-chave, Denis Shapovalov, na terceira rodada.
Em março, Hurkacz participou do 2021 Miami Open.. Nele, ele derrotou Denis Shapovalov, Milos Raonic, Stefanos Tsitsipas, Andrey Rublev e Jannik Sinner para garantir seu primeiro título Masters 1000 e terceiro título ATP geral. Ao conquistar o título em Miami, Hurkacz entrou, pela primeira vez, no top 20, alcançando a posição mais alta de sua carreira, a de número 16, em 5 de abril de 2021.
No Aberto de Halle, ele alcançou a final de duplas em parceria novamente com Felix Auger-Aliassime, mas eles perderam para a dupla terceira cabeça-de-chave formada pelo alemão Kevin Krawietz e pelo romeno Horia Tecău.
Como 14º cabeça-de-chave em Wimbledon, Hurkacz derrotou Lorenzo Musetti, Marcos Giron e Alexander Bublik, sem perder sets, para chegar à quarta rodada de um Grand Slam pela primeira vez em sua carreira. Na quarta rodada, Hurkacz derrotou o segundo cabeça-de-chave, o russo Daniil Medvedev, sua terceira vitória do ano sobre jogadores do top 10. Ele foi o quinto polonês a chegar às quartas de final de Wimbledon. Hurkacz então derrotou o octacampeão de Wimbledon e sexto cabeça-de-chave Roger Federer nas quartas de final em 6-3, 7-6 (4), 6-0. Hurkacz se tornou apenas o segundo polonês na história a chegar às semifinais de um Grand Slam (antes dele, Jerzy Janowicz conseguira este feito em Wimbledon em 2013). Hurkacz então perdeu para o italiano Matteo Berrettini, 7º cabeça-de-chave, nas semifinais. Com esta sequência de sucesso, ele entrou no top 15 do ranking mundial.